# Skalmsjön
Skalmsjön är en sjö i Åsele kommun i Lappland och ingår i Gideälvens huvudavrinningsområde. Sjön har en area på 0,776 kvadratkilometer och ligger 297 meter över havet.

## Delavrinningsområde
Skalmsjön ingår i det delavrinningsområde (711683-160616) som SMHI kallar för Utloppet av Käringträsket. Medelhöjden är 326 meter över havet och ytan är 36,72 kvadratkilometer. Det finns inga avrinningsområden uppströms utan avrinningsområdet är högsta punkten. Käringbäcken som avvattnar avrinningsområdet har biflödesordning 2, vilket innebär att vattnet flödar genom totalt 2 vattendrag innan det når havet efter 144 kilometer. Avrinningsområdet består mestadels av skog (65 procent) och sankmarker (14 procent). Avrinningsområdet har 3,67 kvadratkilometer vattenytor vilket ger det en sjöprocent på 10 procent.